# Henley Cay
Henley Cay, prije poznat kao Women's Cay, tropski je otočić od 44 hektara na Djevičanskim otocima Sjedinjenih Država. Otok je promjera 300 metara i najveći je i najjužniji od otoka Durloe Cays u Nacionalnom parku Djevičanskih otoka. Henley Cay nalazi se 700 metara sjeverozapadno od Turtle Baya na otoku Saint John, odvojen od otoka kanalom Durloe. Gal je visok 21 metar i ima mol na južnoj strani, iako je nenaseljen. Otok je poznat kao odredište za ronjenje s maskom i kajakom, ali je posjećen i zbog svojih bijelih pješčanih plaža. Tvrtke nude vođene ture kajakom od Cruz Baya, Honeymoon Baya i Caneel Baya do Henley Caya i Lovango Caysa.